# Nanorana kangxianensis
Nanorana kangxianensis é uma espécie de anfíbio anuro da família Dicroglossidae. Está presente na China. A UICN classificou-a como deficiente de dados.